# Euphaedra seminigra
Euphaedra seminigra är en fjärilsart som beskrevs av Schultze 1920. Euphaedra seminigra ingår i släktet Euphaedra och familjen praktfjärilar. Inga underarter finns listade i Catalogue of Life.